# Óscar Hernández
Óscar Hernández (født 10. april 1978 i Barcelona, Spanien) er en spansk tennisspiller, der blev professionel i 1998. Han har, pr. maj 2009, vundet en enkelt ATP-doubleturnering, men har fortsat sin første singletitel til gode.
Hernández er 180 cm. høj og vejer 70 kilo.